# Surtees

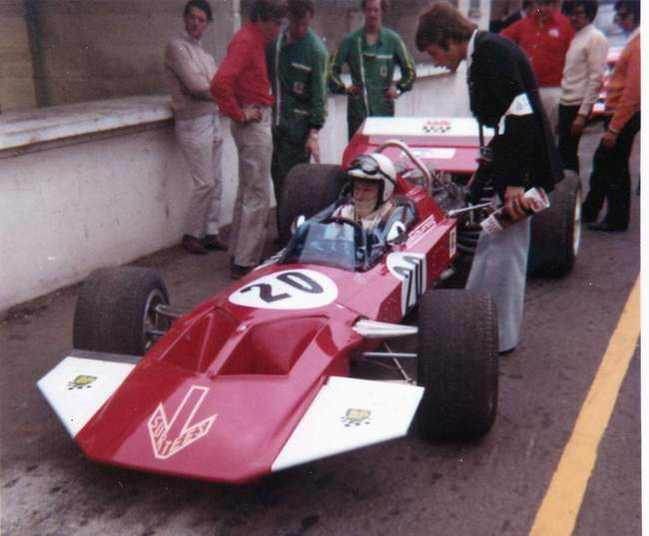
Surtees TS7

Surtees byl tým Formule 1, který založil a vedl mistr světa F1 z roku 1964 John Surtees. Tým působil ve formuli 1 v letech 1970–1978.
Za Surtees závodili mnozí špičkoví piloti: kromě majitele Johna Surteese to byli Mike Hailwood, dále Carlos Pace, Jochen Mass, John Watson, Alan Jones, Vittorio Brambilla.

## Úspěchy týmu
Nejlepším výsledkem v závodě započítávaném do MS bylo druhé místo Mikea Hailwooda v Itálii 1972. Rok předtím zde byl Hailwood čtvrtý v nejtěsnějším závodě historie o dvě desetiny sekundy za vítězem, když několik kol dokonce vedl. V celkové klasifikaci bylo Hailwoodovo osmé místo v sezóně 1972 rovněž nejlepším výsledkem pro tento tým stejně jako páté místo značky v Poháru konstruktérů
Lépe než v mistrovských závodech se týmu vedlo ve velkých cenách nezapočítávaných do mistrovství světa. V roce 1970 vyhrál John Surtees v Oulton Parku a o rok později si své vítězství zopakoval. Rolfu Stommelenovi se podařilo v roce 1971 získat v Argentině pole position a v závodě dlouho vedl. V roce 1972 byl již zmíněný Hailwood třetí v Race of Champions, stejného umístění dosáhl majitel stáje John Surtees v International Trophy v Silverstone a Tim Schenken v Gold Cupu v Oulton Parku, Andrea de Adamich byl druhý ve Vallelunze za Fittipaldim. Největším úspěchem sezóny pak byl závěrečný závod v Brands Hatch, kde dojel Carlos Pace druhý a de Adamich třetí. V roce 1974 byl Jochen Mass druhý v International Trophy na Silverstone a o rok později John Watson taktéž druhý v Race of Champions. Jones dosáhl stejného výsledku ve stejném závodě o rok později.
Tím výčet úspěchů stáje končí. V roce 1978 se Surtees z formule 1 stáhl. Posledním startem vozu této značky ve významném závodě F1 je účast v Race of Champions 1979, kde vůz pilotoval soukromý jezdec.
Vedle F1 stavěl Surtees také vozy F2 a v této kategorii byl úspěšnější než v královské disciplíně motosportu. V Roce 1972 vyhrál Hailwood na Surteesu Mistrovství Evropy a o rok později byl Jochen Mass v tomto šampionátě druhý.